# Добре (Липецька область)
Добре (рос. Доброе) — село у Добровському районі Липецької області Російської Федерації.
Населення становить 6482 осіб. Належить до муніципального утворення Добровська сільрада.

## Історія
З 13 червня 1934 до 26 вересня 1937 року у складі Воронезької області, у 1937—1954 роках — Рязанської області. Відтак входить до складу Липецької області.
Згідно із законом від 2 липня 2004 року № 114-оз органом місцевого самоврядування є Добровська сільрада.

## Населення
| 1959 | 1970  | 1979  | 1989  | 2002  | 2006  | 2010  |
| ---- | ----- | ----- | ----- | ----- | ----- | ----- |
| 5627 | ↗5677 | ↘5592 | ↘5547 | ↗5600 | ↘5484 | ↘5445 |